# Thubœuf
Thubœuf ist eine französische Gemeinde mit 270 Einwohnern (Stand: 1. Januar 2022) im Département Mayenne in der Region Pays de la Loire; sie gehört zum Arrondissement Mayenne und zum Kanton Lassay-les-Châteaux. 

## Geographie
Thubœuf liegt etwa 30 Kilometer nordnordöstlich des Stadtzentrums von Mayenne am Fluss Mayenne, der die Gemeinde im Norden begrenzt. Sie gehört zum Regionalen Naturpark Normandie-Maine. Umgeben wird Thubœuf von den Nachbargemeinden Rives d’Andaine im Norden und Nordosten, Saint-Julien-du-Terroux im Osten, Lassay-les-Châteaux und Sainte-Marie-du-Bois im Süden sowie Rennes-en-Grenouilles im Westen.

## Bevölkerungsentwicklung
| Jahr                       | 1962 | 1968 | 1975 | 1982 | 1990 | 1999 | 2006 | 2019 |
| Einwohner                  | 392  | 345  | 282  | 252  | 230  | 231  | 276  | 280  |
| Quellen: Cassini und INSEE |      |      |      |      |      |      |      |      |

## Sehenswürdigkeiten
- Kirche Saint-Martin
- Schloss Chantepie, Monument historique seit 1986

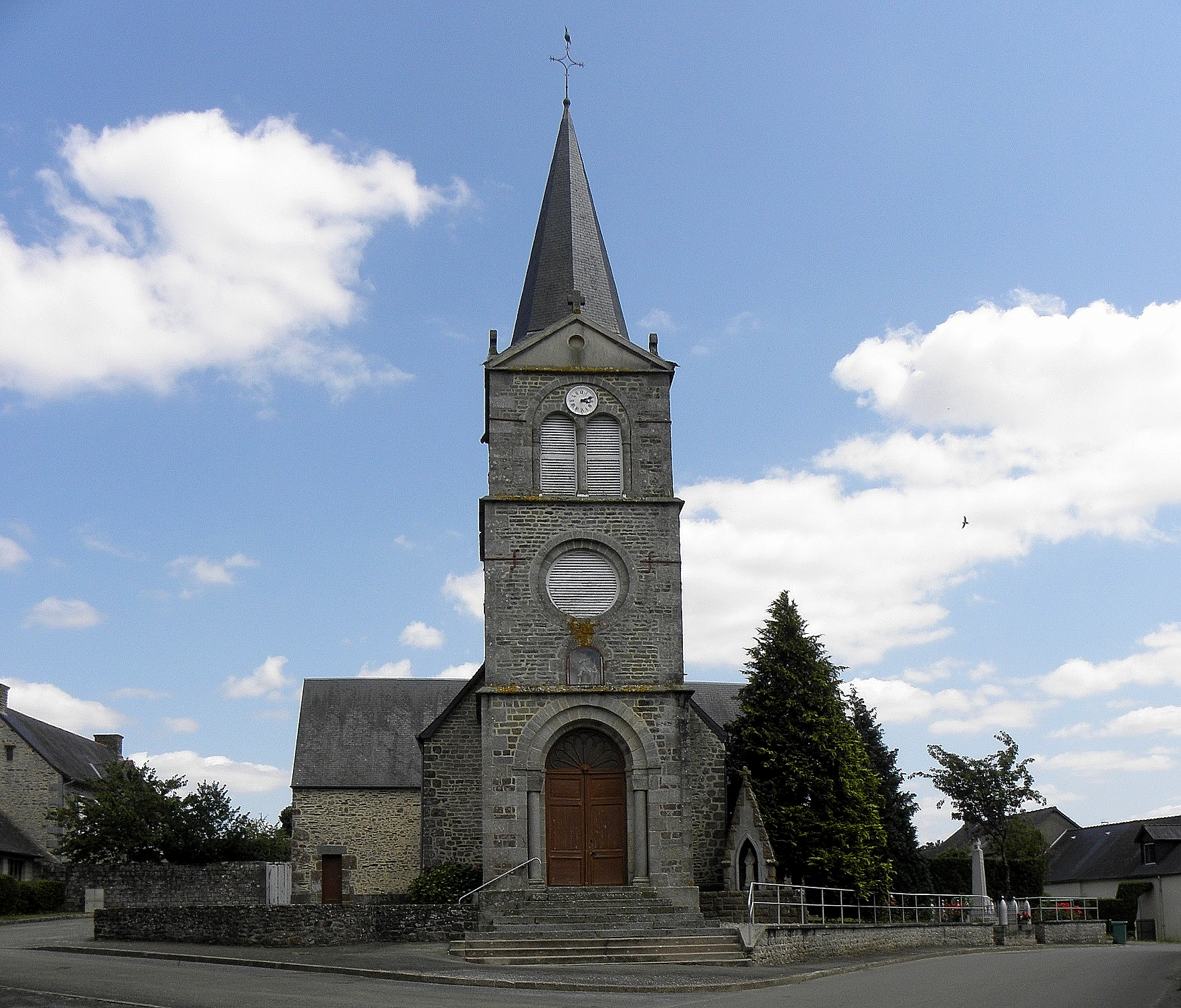
Kirche Saint-Martin
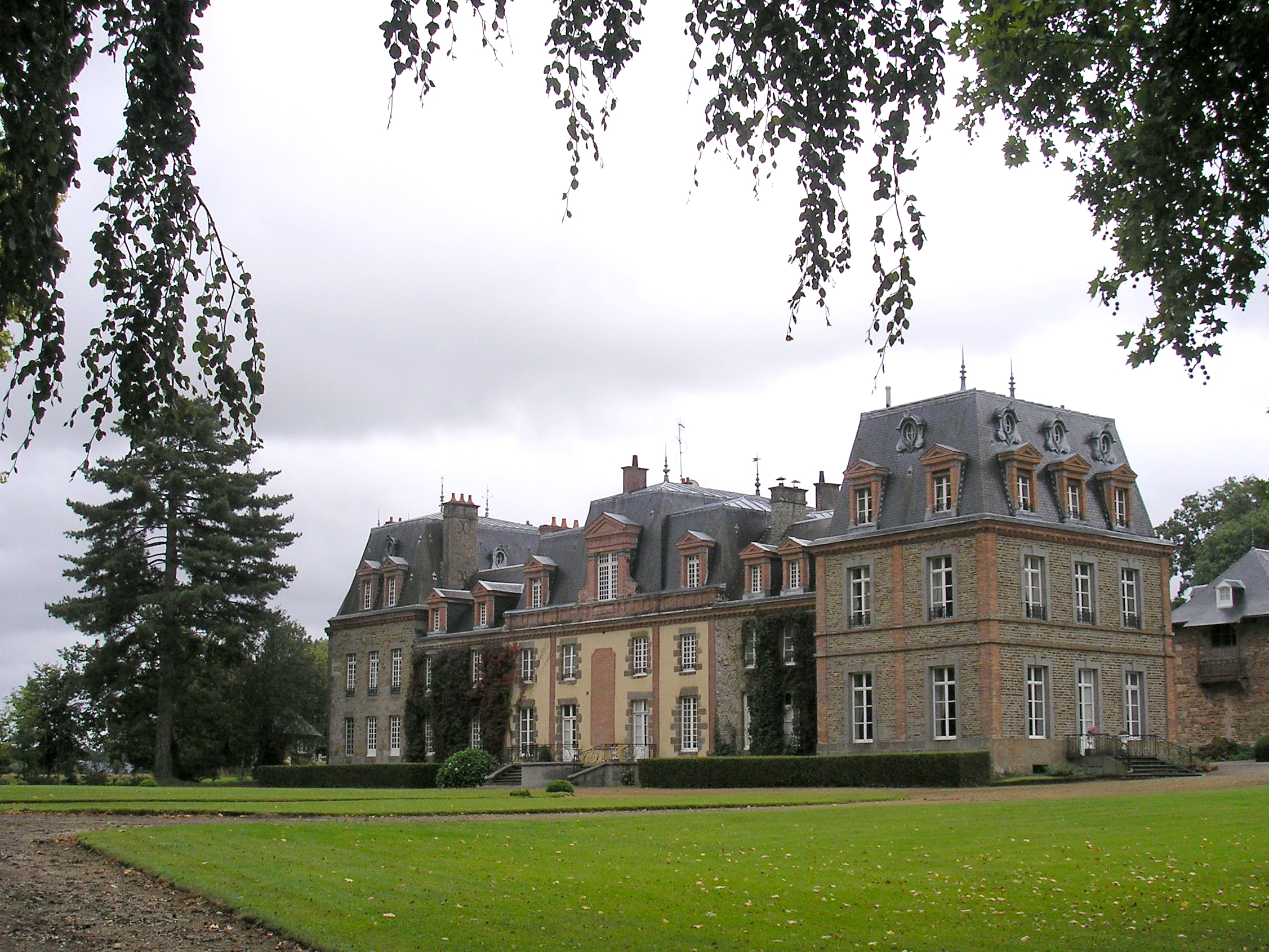
Schloss Chantepie